# Aphodiopsis paulianellus
Aphodiopsis paulianellus är en skalbaggsart som beskrevs av S. Endrödi 1964. Aphodiopsis paulianellus ingår i släktet Aphodiopsis och familjen Aphodiidae. Inga underarter finns listade i Catalogue of Life.